# FK Vëllazërimi 77
O FK Vëllazërimi 77 é um clube de futebol macedônio com sede em Kičevo. A equipe compete no Campeonato Macedônio de Futebol, na segunda divisão.

## História
O clube foi fundado em 1977.